# Асуты
Асу́ты (монг. Асуд) — этнос, входящий в состав южных монголов, халхасцев, торгутов, юншиэбу. Потомки омонголившихся аланов.

## История
В период военных походов в начале XIII в. в Европу и Среднюю Азию монголы приводили часть населения на свои земли. Часть приводимого населения занималась различными ремёслами, другая часть входила в состав монгольской армии и т.д. Таким же путём в Монголию пришли аланы, предки современных осетин с Кавказа. Потомки аланов, омонголившись, образовали впоследствии род асуд. В «Сокровенном сказании монголов» они отмечены как asut. В некоторых случаях асуд произносят как асад.
Осетины согласно этнолингвистической классификации относятся к иранской группе индоевропейской семьи языков. В русской литературе их называли асы или ясы, по-грузински назывались ос, в византийских источниках о них писали алан. Асы или осы иногда именуются как ассы или авсети. В древние времена ассы были известны под именем сарматы и состояли из нескольких племён. Ассы же были одними из них.
В 1220-х гг. войска монгольского полководца Субэдэя, дойдя до Северного Кавказа, заняли территории проживания ассов или ос, после чего в 1239 г. часть местного  населения была переведена в Монголию. Правители вначале поселили их в бассейне р. Хуанхэ и собрали в одну тысячу — минган. В период правления великого хана Мунхэ войска отличились в войнах с государством Сун, за что их предводитель был пожалован грамотой «Барсын гэрэгэ» (‘Гэрэг тигра’).
В 1272 г. асутские войска были реорганизованы в три тысячи (минганы). Наряду с этим были выделены ещё 700 воинов из асутов, на которых была возложена личная охрана Хубилай-хана и его дворцов. Некоторые из военачальников и нойонов асутских войск были назначены даргачами в китайские земли, где они управляли местным населением. По некоторым данным, на территории монгольского государства Юань было около 10000 асутов, большинство из которых состояли в войсках. В 1286 г. отдельно была создана администрация асут, а в местностях Чаохэ и Сугу государства Юань дислоцировались асутские войска вместе со своими семьями.
С распадом монгольского государства Юань часть асутов осталась в Китае, а те, кто жил в Монголии и занимался скотоводством, стали подданными монгольских аристократов. Асуты обитали в местах севернее Датун и Калган по соседству с харчинами и тумэтами. С конца XIV в. они вместе с еншөөбу и харчин были объединены в один тумэн правого крыла Восточной Монголии, вследствие чего асуты стали называться одним из пяти отоков еншөөбу. С 1430-х гг. асуты подчинились Аруктаю-тайджи, весьма укрепились и успешно воевали с войсками Минской династии. В этот период они также участвовали в войнах с восточно-монгольскими князьями и ойратами. В середине XV в. асуты вошли в состав еншөөбу во главе с Ибрай-тайши.
Батумунху Даян-хан отдал племя асут своему сыну Увсанз-хунтайджи. Однако впоследствии, воспользовавшись распрями двух его сыновей, Бодидара-нойон, сын Барсболда, захватил асутов. После этого асуты, попав под власть предводителя Холочи, стали заселять южную часть современного Силингольского сейма Внутренней Монголии. В дальнейшем ими овладели харчинские и тумэтские правители, вследствие чего большинство асутов растворились в их среде.
Другая часть асутов, находившаяся в составе семи северных халхаских отоков, пришла к Аминдуралу, четвёртому сыну Гэрэсэндзэ-хунтайджи, который разделил собственость между своими семью сыновьями. Именно эти асуты впоследствии образовали малый оток в хошуне Сэцэн дзасака Сэцэнхановского аймака, поселились на юго-востоке нынешнего Говьсумбэр аймака и севернее сомона Дархан Хэнтэйского аймака Монголии. По данным переписи 1918 г., население асутского отока хошуна Сэцэн дзасака составляло 173 человека. Находясь среди монголов около 700 лет, асуты полностью утратили родной язык, религию и культуру. Омонголившись, они со временем сформировали крупный оток. Ныне асуты не помнят своего происхождения и осознают себя монголами.

## Современность
В настоящее время асуты проживают на территории аймака Шилин-Гол, а также хошуна Ар-Хорчин-Ци городского округа Чифэн Внутренней Монголии. 
Асуты Монголии, входящие в состав халха-монголов и торгутов, зарегистрированы на территории Говьсумбэр аймака; Хэнтэйского аймака; в сомоне Нөмрөг Завханского аймака; сомонах Цагаандэлгэр, Говь-Угтаал, Баянжаргалан, Өндөршил, Дэрэн, Гурвансайхан Средне-Гобийского аймака; сомонах Даланжаргалан, Айраг, Иххэт, Алтанширээ Восточно-Гобийского аймака; сомонах Сэргэлэн, Алтанбулаг, Аргалан, Баянхангай, Эрдэнэ, Баяндэлгэр, Баянжаргалан Центрального аймака; сомонах Чандмань и Булган Кобдоского аймака. Асуты также упоминаются в составе монгольского рода юншиэбу (еншөөбу).  
В состав калмыков входит этническая группа асмуд (асмут, асмат). Асмуты (асматы) включают в свой состав подгруппы, называемые торел (төрл — группа родственников): гальджигуд, мааткуд, цядюрмюд, шонхормуд, чакалмуд, човушахин, уланахин, чолунахин, цаган-манджикин, бульгуд.  
Асуты — не единственный монгольский род, происхождение которых связано с ираноязычными народами. В сомоне Хатанбулаг Восточно-Гобийского аймака Монголии проживают представители рода ташигад (ташигид), являющиеся потомками омонголившихся согдийцев. Роды ташигуд, ташигруд также входят в состав южных монголов, проживающих во Внутренней Монголии. Кроме этого согдийское происхождение имеет халха-монгольский род согдаг (согда), проживающий в сомонах Цагаан-Уул, Цэцэрлэг Хубсугульского аймака; сомонах Баянтэс, Баянхайрхан, Баян-Уул Завханского аймака; сомонах Тариат и Хангай Архангайского аймака Монголии.  